# Ramón Gómez de la Serna

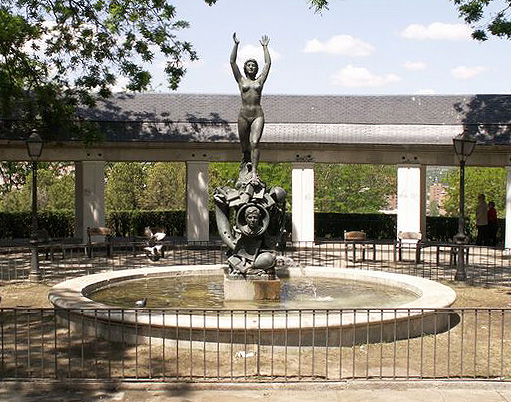
Památník Ramóna Gómeze de la Serny v madridském parku Jardines de Las Vistillas

Ramón Gómez de la Serna (3. července 1888, Madrid – 12. ledna 1963, Buenos Aires, Argentina) byl španělský právník, spisovatel a novinář.

## Biografie
Jeho otec, Javier Gómez de la Serna y Laguna, byl právník a ministerský úředník, jeho matka, Josefa Puig Coronado, byla neteří básnířky Caroliny Coronado.
Ramón studoval právo, této profesi se však nikdy nevěnoval. Pracoval jako novinář pro deníky, např. El Sol, La Voz, Revista de Occidente nebo El Liberal. Napsal přibližně 100 děl, a to různých žánrů (tj. romány, dramata, eseje, biografie). Kromě toho je autorem naprosto svébytného žánru, tzv. gregerie (šp. las greguerías).
Od roku 1908 udržoval vztah s Carmen de Burgos (1867–1936), známou pod uměleckým jménem Colombine. Roku 1931 se oženil s argentinskou spisovatelkou ruského původu Luisou Sofovich. O dva roky později, tj. roku 1933, vycestoval do Buenos Aires, ale kvůli občanské válce se již do vlasti nevrátil.
Roku 1963 zemřel v Buenos Aires. Jeho ostatky byly převezeny do Madridu, kde byl pochován v Panteón de Hombres Ilustres.

### České překlady ze španělštiny
- Kinolandie (orig. 'Cinelandia'). 1. vyd. Chomutov: L. Marek, 2015. 152 S. Překlad: Jiří Kasl
- 100 gregerií v obrazech (orig. '100 greguerias ilustradas'). V Praze : Baobab, 2011. 103 S. Překlad: Josef Forbelský
- Gregerie, aneb, Co vykřikují věci. Praha : Lika klub, 2005. 151 S. Vybral a přeložil: Josef Forbelský
- Torero (orig. 'El torero Caracho'). Praha: Melantrich, 1975. 143 S. Překlad: Felipe Serrano, autor doslovu: Eduard Hodoušek
- Co vykřikují věci : gregerie. 1. vyd. Praha : Odeon, 1969. 296 S. Vybral a přeložil: Josef Forbelský
  - Co vykřikují věci : gregerie. 2. vyd. Praha : Odeon, 1985. 161 S. Vybral a přeložil: Josef Forbelský
- Bílá a černá vdova : Román (orig. 'La viuda blanca y negra'). Praha : Rudolf Škeřík, 1927. 233 S. Překlad: Václav Jiřina
- Zázračný lékař (orig. 'El Doctor Inverosímil'). Stará Říše: Marta Florianová, 1926. 84 S. Překlad: Jaroslav Skalický
- Torero Caracho : Torerský román. Praha: Aventinum, 1923. 256 S. Překlad: Rudolf Jan Slabý a Václav Jiřina